# Duellmanohyla
Duellmanohyla é um gênero de anfíbios da família Hylidae.
As seguintes espécies são reconhecidas:
- Duellmanohyla chamulae (Duellman, 1961)
- Duellmanohyla ignicolor (Duellman, 1961)
- Duellmanohyla lythrodes (Savage, 1968)
- Duellmanohyla rufioculis (Taylor, 1952)
- Duellmanohyla salvavida (McCranie & Wilson, 1986)
- Duellmanohyla schmidtorum (Stuart, 1954)
- Duellmanohyla soralia (Wilson & McCranie, 1985)
- Duellmanohyla uranochroa (Cope, 1875)